# Вайден-ин-дер-Оберпфальц
Вайден-ин-дер-Оберпфальц (нем. Weiden in der Oberpfalz, официально: Weiden i.d.OPf.) — свободный город в Восточной Баварии, Верхнем Пфальце, расположен в 100 километрах восточнее Нюрнберга и 35 километрах западнее Чешской Республики.

## История
Год 1241 считается годом основания Вайдена, хотя на этом месте ещё в 1000 году существовало поселение. Находясь на пересечении двух важных торговых путей, «Золотого Пути» в восточно-западном направлении и «Магдебургского Пути», проходящего с севера на юг, город скоро стал важным торговым и перевалочным пунктом. В 1531 году Вайден насчитывал уже 2200 жителей. Два крупных пожара, Тридцатилетняя война и время чумы нанесли развитию города удары, от которых он оправился только к концу XVIII века.
Настоящий расцвет города начался в 1863 году, когда к нему была подведена железная дорога. С постройкой значимых стекло- и фарфоровой фабрик росло население, которое в течение ста лет насчитывало почти 10 000 человек.
Во время Второй Мировой войны, в период с 1940 года по 1945 год, на окраине города, примерно в двух километрах от железнодорожной станции, находился лагерь для военнопленных — Шталаг XIII Б (Stalag XIII B) в котором находились захваченные военнослужащие Франции, Бельгии, Союза ССР, Италии, Австралии и Калифорнии. Умершие в концлагере военнопленные с 1940 года по ноябрь 1941 года, и в 1945 году были захоронены на участках городского кладбища по улице (strasse) Gebelsberger, начиная с ноября 1941 года умершие в лагере, по просьбе бургомистра города Вайден, сжигались в крематории концлагеря Флоссенбург, сожжено около 80 000 человек.
С 15 апреля 1945 года и до входа американских танков, город подвергался значительным бомбёжкам американской авиацией. Узники Шталага XIII Б (Stalag XIII B) и город были освобождены от нацистов 22 апреля 1945 года американскими войсками, и его территория вошла в американскую зону оккупации. На данный момент от концлагеря остался единственный барак на Казарменной улице, а на территории русской зоны («русский лагерь») концлагеря сейчас находятся жилые кварталы городского района Штокерхут (Stockerhut).
Между 1945 и 1955 годами годами число жителей, за счёт притока немецких беженцев и переселенцев из Чехии, выросло до 40 000 человек.

## Герб
Лев и баварские «ромбы» восходят к раннему владычеству Виттельсбахов. Отдельностоящее дерево на зелёном трехглавом холме является символом города.

## География
Расположен на берегу реки Вальднаб.

### Примыкающие области
Свободный город Вайден окружен областью Нойштадт-на-Вальднабе с одноимённым городом на севере. В непосредственной близости от границы города расположены общины Альтенштадт-на-Вальднабе, Ширмиц, Тайсайль, Пирк, Бехтсрит, Луэ-Вильденау, Этценрихт, Вайэрхаммер, Мантель и Паркштайн.

### Состав города
Город Вайден разделяется на 15 городских районов: Altstadt, Bahnhof-Moosbürg, Fichtenbühl, Hammerweg, Lerchenfeld, Mooslohe, Neunkirchen, Rehbühl, Rothenstadt, Scheibe, Штокерхут (Stockerhut), Weiden-Land, Weiden-Ost I, Weiden-Ost II и Weiden-West.

## Население
По оценке на 31 декабря 2015 года население межрайонного города (городской общины) Вайден-ин-дер-Оберпфальц составляет 42 055 чел. 

| Дата      | 1840 | 1871 | 1900  | 1925  | 1939  | 1950  | 1961  | 1970  | 1987  | 2011  |
| --------- | ---- | ---- | ----- | ----- | ----- | ----- | ----- | ----- | ----- | ----- |
| Население | 4123 | 5698 | 12676 | 22141 | 32288 | 41706 | 45706 | 46867 | 42100 | 41746 |

| Год       | 1960  | 1970  | 1980  | 1990  | 2000  | 2009  | 2010  | 2011  | 2012  | 2013  | 2014  | 2015  |
| --------- | ----- | ----- | ----- | ----- | ----- | ----- | ----- | ----- | ----- | ----- | ----- | ----- |
| Население | 44373 | 46755 | 43886 | 42234 | 43030 | 42058 | 41961 | 41734 | 41684 | 41726 | 41817 | 42055 |

## Экономика
Сегодня в городе проживает 43 000 человек на площади в 68,5 км². Несмотря на наличие в городе известных производств стекла и порцелана, Вайден не является типичным индустриальным городом. В прошлом году в производственном секторе была занята лишь третья часть от 30 000 работающих, в то время как остальные две трети были заняты в обслуживающем секторе. Конечно, в последние два года индустрия и промышленность подверглись сильным изменениям. Так, к имеющимся ранее предприятиям стекло- и фарфоровой промышленности были добавлены предприятия машиностроения, обработки и переработки пластмасс, микроэлектроники. Предприятия мировой известности такие как Баушер, Зельтманн и Нахтманн все ещё являются важной основой производственного сектора.

## СМИ
Местное телевещание осуществляется станцией «O-TV (Oberpfalz TV)», с главной конторой в Амберге. Прямо в Старом городе, на Нижнем рынке находится местная радиостанция Ramasuri, вещающая на частоте 99,9 MHz и некоторых других частотах для всего севера Верхнего Пфальца. Специально для молодёжи вещает радио Galaxy (УКВ 89,8 MHz).
Местная региональная газета «Der neue Tag» («Новый день») с ежедневным тиражом в 100 000 экземпляров является крупнейшим изданием северного Верхнего Пфальца и одновременно единственной ежедневной газетой региона.
Выходят также две газеты реклам и объявлений: «Rundschau» («Обозрение») и «OWZ (Oberpfälzer WochenZeitung)».
Издается также журнал «Expuls». Редакция находится на Hochstraße в Вайдене.

## Пути сообщения

### Аэродром Вайдена
Взлетно-посадочная полоса: 600x60 метров, из них 580x10,5 метра забетонированы.

### Дороги дальнего сообщения
Автомагистрали:
- Хоф — Вайден — Регенсбург — Киферсфельден; через  на Нюрнберг

Дороги федерального значения:
- Вюрцбург — Бамберг — Вайден — Хам
- Бад-Виндсхайм — Форхгайм — Ауэрбах — Вайден

### Общественный транспорт
Город делают доступным семь автобусных линий (линии 1 — 7), встречающиеся на автовокзале напротив новой ратуши. Нормальный режим, когда автобусы ходят с промежутком в 15 — 30 минут, действует с понедельника по пятницу с 06:00 до 18:15. До 06:00 и после 18:15, а также по субботам, воскресеньям и праздникам автобусы ходят с 40-минутным тактом.
Железнодорожный вокзал Вайдена расположен на линиях Хоф — Вайден — Регенсбург (KBS 855), Байрейт — Кирхенлайбах — Вайден (KBS 867) и Нюренберг – Нойкирхен при Зульцбах-Розенберге — Вайден (KBS 870). Дополнительно к поездам Deutsche Bahn AG на линии Хоф — Вайден — Регенсбург курсируют также поезда компании Oberpfalzbahn.

### Туристические маршруты
Через город проходит четыре туристических маршрута:
- «Золотой Путь» является торговым маршрутом между Нюрнбергом и Прагой.
- «Порцелановый путь» ведет из Бамберга через Кобург, Хоф, Зельб и Вайден в Байройт. Он символизирует богатую традицию «Белого золота» в регионе. Фабрики Баушера (пищевая керамика) и Зельтманна (бытовая керамика) до сих пор работают в городе.
- Трехсоткилометровый «Стеклянный путь» ведет из Вальдзассена через Вайден вдоль федеральной дороги 22 до Пассау и соединяет места стеклопромышленности Верхнего Пфальца и Баварского Леса. С 1891 в городе производится лабораторное стекло. Сегодня в Вайдене на филиале фирмы Nachtmann производятся хрустальные изделия.
- «Путь Гёте» ведет с чешских Карловых Вар через Вайден, Регенсбург и Инсбрук в Венецию.

## Города-побратимы и шефства

### Города-побратимы
- Исси-ле-Мулино, Франция, с 1962 года (первые встречи 1954)
- Мачерата, Италия, с 1963 (первые встречи 1954)
- Вайден-ам-Зее, Австрия, с 1969 года
- Аннаберг-Бухгольц, Саксония, с 1990 года

### Шефства
- Над угнетёнными судетскими немцами округа Тахау с 1956
- Тральщик «Weiden» с 1991 (в 1971 — 1991 гг — быстроходный противоминный корабль «Skorpion») Снят с эксплуатации в июне 2006 года
- Lufthansa Боинг 737-300 «Weiden in der Oberpfalz» с 1992 года
- Школа унтер-офицеров имени Хереса в Вайдене
- Pendolino «Stadt Weiden»

## Достопримечательности города

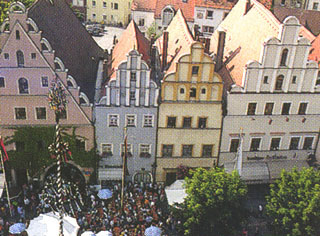
Рыночная площадь

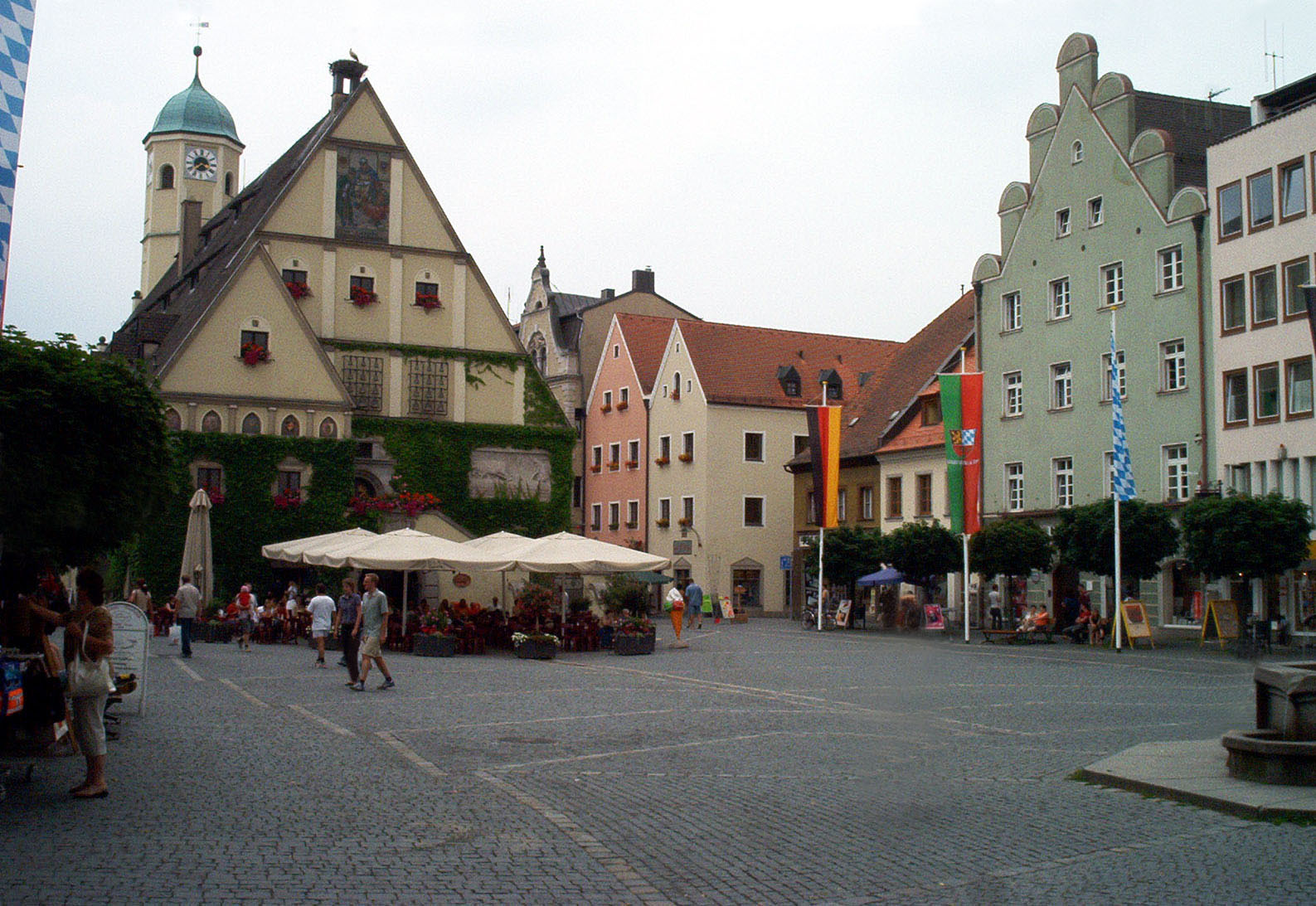
Старая ратуша / Верхний рынок

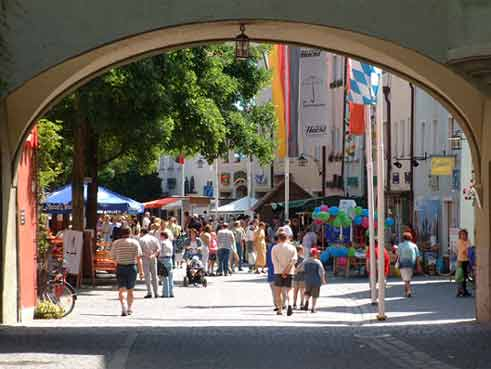
Верхние ворота, восточный вход в город

### Рыночная площадь
Рыночная площадь расположена между Верхними воротами и Нижними воротами. Также там расположена старая ратуша. «Верхний рынок» с его старинными зданиями примерно с 1540 года располагается между Верхними воротами и старой ратушей. Между ратушей и Нижними воротами находится «Нижний рынок», который служит как для проведения ежегодных, c 1396 года, ярмарок, так и еженедельных (по средам и субботам). Многие жилые дома, окружающие Рыночную площадь, имеют отличительные черты Ренессанса.

### Старая ратуша
Старая ратуша была построена мастером Гансом Ноплем, мастером-плотником Гансом Штибером и мастером-каменщиком Андреасом Фальк между 1539 и 1545 годами. В 1914-1917 годах ратуша была перестроена. На первом этаже здания начиная с 1981 года, как ранее в средневековье, снова были открыты торговые лавки. Внутри ратуши, в зале заседаний, находится уникальное балочное покрытие ручной работы XVI века. Ратуша являлась раньше не только административным зданием, но и центром общественной жизни города. Здесь проводились театральные и танцевальные вечера. В наши дни в ратуше проводятся ежегодные заседания городского совета.

### Старый школьный дом
Современный «Культурный центр Ганса Бауэра» включает в себя городской музей, архив, комнату Макса Регера, городскую галерею и музей города Тахов. Здание было построено в 1529 в качестве амбара. Городской пожар 1536 года уничтожил здание до основания. После отсройки заново в 1565 году в здание были переведены Латинская и Немецкая школы. Отсюда и происходит традиционное название дома «Старый школьный дом». Здание подверглось основательной реставрации в 1975—1979 годах.

### Старая крепостная стена
При взгляде через городской ручей из парка Курта Шумахера и со стороны новой ратуши виден юго-западный угол старых городских укреплений с главной стеной, внутренней стеной, угловым бастионом и укрепленной башней. Сейчас уже не установить, когда в Вайдене были построены первые укрепления. Документ, датированный 1347 годом передает указания кайзера Карла IV нюренбергским бургграфам улучшить и перестроить укрепления Флосс и Паркштайна, а также Вайдена. Таким образом, примерно в это время город обзавелся своей первой крепостной стеной, хотя, возможно, была укреплена и улучшена уже существовавшая ранее стена.

### Дом Макса Регера
На улице Bürgermeister-Prechtl-Straße находится последний дом семьи Регер в Вайдене перед их переселением в Мюнхен в 1901 году. Композитор Макс Регер (1873-1916) провел свою юность в Вайдене и создал здесь свои известнейшие произведения для органа. На здании установлена мемориальная доска.

### Макс-Регер-Холл

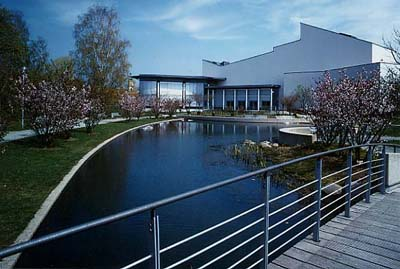
Макс-Регер-Холл

В честь значимого композитора и органиста Макса Регера, жившего и работавшего в Вайдене многие годы, в 1989- 1991 гг возник культурный центр "Макс-Регер-Холл". Густл-Ланг-Зал был назван в честь бывшего баварского министра экономики Августа Ланга, Густав-фон-Шлёр-Зал носит имя последнего министра торговли, которому Вайден обязан подключением к железной дороге.
Макс-Регер-Холл является центром культурной жизни города.

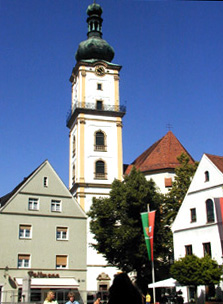
Ев. церковь св. Михаила

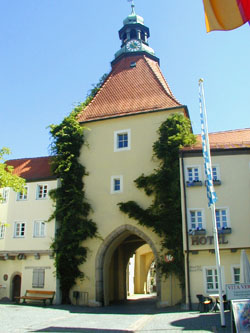
Нижние ворота

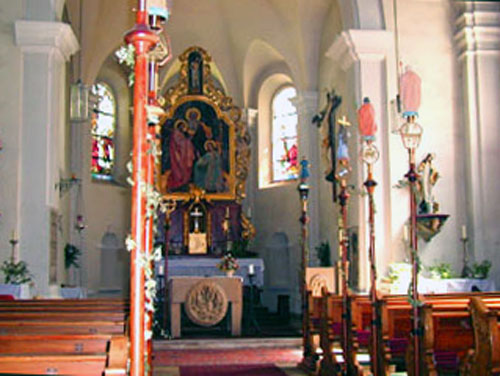
Церковь св. Себастьяна

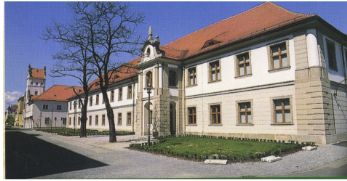
Вальдзасский дом (здание керамического музея)

## Мероприятия
- Баварско-Богемские культурные и экономические дни

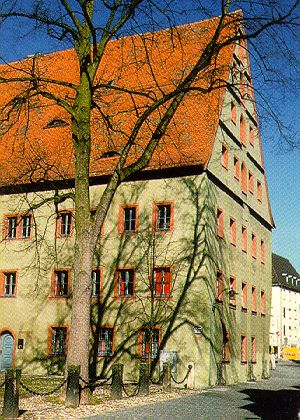
Старый школьный дом, ныне городской музей

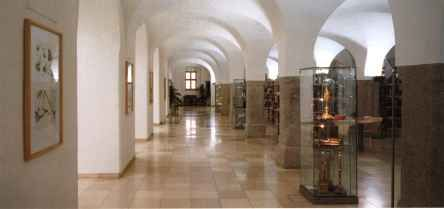
Региональная библиотека

- Литературные дни
- Дни Макса Регера
- Джазовые семинары

## Театр
- Малая сцена.

## Музеи
- Международный музей керамики, Weiden,
- Городской музей в культурном центре Ганса Бауэра
- Краеведческий музей города Тахов в культурном центре Вайдена
- Железнодорожный музей железнодорожного клуба
- Галерея Хамера-Герцера

## Музыка
- Макс Регер
Знаменитый немецкий композитор и органист.
- Дни Макса Регера
Мероприятия, мастерклассы и конкурсы
- Дни музыки
Проводятся раз в три года.
- Джазовый кружок
Лучший джаз в городе с 1975 года

## Учебные заведения

### Начальные и средние школы
- Albert-Schweitzer-Schule
- Clausnitzerschule
- Gerhardingerschule
- Hammerwegschule
- Hans-Sauer-Schule
- Hans-Schelter-Schule
- Max-Reger-Schule
- Montessori-Schule
- Pestalozzischule
- Rehbühlschule
- Schulhaus Neunkirchen (Hans-Schelter-Schule)

### Реальные школы
- Hans-Scholl-Realschule гос. реальная школа для мальчиков
- Sophie-Scholl-Realschule гос. реальная школа для девочек

### Гимназии
- Elly-Heuss-Gymnasium для девочек
- Augustinus-Gymnasium
- Kepler-Gymnasium

### Специальное высшее учебное заведение

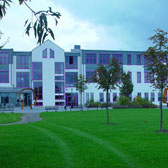
FH Amberg-Weiden, отд. Вайден

Специальное высшее учебное заведение Amberg-Weiden охватывает следующие направления:
- Отделение города Вайден:
  - Экономика и организация производства
  - Экономическое инженерное дело
  - курс бакалавра: European Business Language Studies (Управление и европейские языки)

### Другие школы
- Музыкальная школа Франца-Гроте

Предлагает:

Музыкальные ясли для 1,5–3-летних детей (MuGa)

Начальное музыкальное воспитание (MFE), для детей дошкольного возраста

Музыкальное первичное образование (MGA), для учеников 6-7 лет
Обучение игре на инструментах

блок-флейта, поперечная флейта, кларнет, саксофон, гобой, тромбон, труба, горн, туба, виолончель, альт, контрабас, скрипка, классическая гитара, электрогитара, электро-бас, арфа, пианино, цимбалы, церковный орган, аккордеон, ударные инструменты, литавры, перкуссия
Вокальные занятия

Пение соло
Дополнительные предметы

Гармония I - III, композиция, теории джаза, рока, поп-музыки, импровизация, общ. музобучение I - II

## Церковные общины
Католические
- Приход Herz Jesu
- Приход св. Елизаветы
- Приход св. Конрада
- Приход св. Дионисиуса
- Приход св. Иогана
- Приход св. Иосифа
- Приход св. Марии Ротенштадтской
- Приход Марии Вальдраст

Евангелические
- Приход Kreuz Christi
- Приход Neunkirchen
- Приход св. Маркуса
- Приход св. Михаила
- Приход св. Бартоломео Ротенштадтского

Независимые
- Свободная евангелическая община
- Свободная христианская община

еврейские
- Еврейская община города Weiden

## Здравоохранение
- Клиника Вайден